# Apocalyptic Love
Albums de Slash
Slash
(2010) World on Fire
(2014)
Apocalyptic Love est le deuxième album studio du guitariste Slash (Velvet Revolver, Guns N'Roses, ex-Slash's Snakepit). Slash est accompagné par Myles Kennedy au chant (chanteur d'Alter Bridge), Todd Kerns à la basse, Brent Fitz à la batterie. Comme le précédent, cet album est produit par Eric Valentine. Il est paru le 22 mai 2012 en France.

## Enregistrement
Slash commence à travailler sur cet album en juin 2011. Cet album est enregistré comme en live, c'est-à-dire que contrairement à ce qui se fait d'habitude, toutes les parties sont enregistrées en même temps dans la même pièce pour rendre compte de l'énergie et de l'alchimie du groupe comme en live. En décembre 2011, trois chansons sont enregistrées : "Halo", "Standing in the Sun" et "Bad Rain". L'enregistrement est achevé en février 2012. Myles Kennedy est l'auteur des paroles du disque.[réf. nécessaire]
Slash commente ainsi l'album : « Nous avons à la fois des chansons vraiment rentre dedans et d'autres que j'appellerais des voyages de 6 minutes, pas mal de trucs variés. Cela regroupe réellement différents styles. »
Le riff du morceau "Anastasia" fut joué tout d'abord lors des soundchecks du "We're all gonna die tour", puis fut intégré au solo du "Godfather Theme". Ce n'est que plus tard, lors de l'écriture des différentes musiques pour l'album Apocalyptic Love qu'il servit à produire "Anastasia". De nombreux commentaires sur internet[Lesquels ?] affirment que ce riff est inspiré de Toccata and Fugue de Johann Sebastian Bach mais ceci fut contredit par Slash.
Apocalyptic Love est sorti le 21 mai 2012 en France, le 22 mai aux États-Unis, le 18 mai en Australie et le 16 mai au Japon.
Le premier single "You're a Lie" sort le 27 février 2012.
Trois clips sont réalisés pour "Bad Rain", "Anastasia" et "You're A Lie". Le premier est une animation, le second un montage d'image live et le troisième est composé d'images du groupe entrecoupées d'images d'une femme blonde qui se transforme petit à petit en une espèce de monstre.

## Classement des ventes
Apocalyptic Love se vend à 38 000 exemplaires aux USA lors de la première semaine et rentre à la 4e place du classement américain des meilleures ventes Billboard.
Le groupe a reçu un disque d'Or pour avoir vendu plus de 15 000 exemplaires d'Apocalyptic Love en Pologne. 
Apocalyptic Love a reçu le Bandit Rock Award du meilleur album international en Suède.

## Tournée
Pour la tournée mondiale qui suit la sortie de l'album, le guitariste Frank Sidoris (ex-The Cab) remplace Bobby Schneck au sein du groupe désormais appelé Slash featuring Myles Kennedy and The Conspirators. Cette tournée passe par le Zénith de Paris le 20 octobre 2012 ainsi qu'au Hellfest en juin (Slash assurant à la fois son set avec les conspirators mais également avec Ozzy Osbourne & Friends le même soir) Elle se déroule en deux parties, la première en 2012, passe par la plupart des continents, et la deuxième partie, de janvier à mars 2013 passe par le Moyen-Orient (Dubaï, Turquie), par l'Europe de l'est (Bulgarie, Autriche,Russie...), les pays scandinaves (Norvège, Suède, Finlande)pour finir en Grande-Bretagne (Nottingham, Blackpoool...).

## Liste des chansons
Toutes les chansons sont écrites et composées par Slash et Myles Kennedy; "No More Heroes" coécrit avec Eric Valentine.
| 1.    | Apocalyptic Love    | 3:28 |
| 2.    | One Last Thrill     | 3:09 |
| 3.    | Standing in the Sun | 4:03 |
| 4.    | You're a Lie        | 3:50 |
| 5.    | No More Heroes      | 4:23 |
| 6.    | Halo                | 3:22 |
| 7.    | We Will Roam        | 4:49 |
| 8.    | Anastasia           | 6:07 |
| 9.    | Not for Me          | 5:21 |
| 10.   | Bad Rain            | 3:46 |
| 11.   | Hard & Fast         | 3:02 |
| 12.   | Far and Away        | 5:14 |
| 13.   | Shots Fired         | 3:48 |
| 54:20 |                     |      |

### Titres bonus
- Carolina, version Classic Rock Fan Pack Edition
- Crazy Life, version Classic Rock Fan Pack Edition

## Musiciens
| Musiciens - Slash – guitare - Myles Kennedy – chant, guitare - Todd Kerns – basse, chant - Brent Fitz – batterie, percussion, piano électrique - Eric Valentine – production, engineering, mixage | Personnel additionnel - Cian Riordan – Engineering assistance - Bradley Cook – Engineering assistance - Frank Maddocks – Direction artistique, design - Casey Howard – Dessin de la pochette - Travis Shinn – Photographies |

## Certifications
| Pays                    | Certification |
| ----------------------- | ------------- |
| Nouvelle-Zélande (RMNZ) | Or            |
| Pologne (ZPAV)          | Or            |
| Royaume-Uni (BPI)       | Argent        |